# Anthony Wilden
Anthony Wilden (Londres, 14 de dezembro de 1935) é um escritor e teorista social britânico. Wilden publicou diversos livros e artigos que abordam diversos campos do conhecimento, incluindo teoria de sistemas, filmologia, estruturalismo, cibernética, psiquiatria, antropologia, ecossistemas urbanos, conservação de recursos naturais e relações sociais.
Wilden é creditado como um dos primeiros a introduzir significativamente o trabalho de Jacques Lacan no universo anglo-saxônico, particularmente como um dos primeiros tradutores de Lacan para a língua inglesa.

## Publicações selecionadas
Nota: a fonte primária para esta seção é o artigo de Wilden na série de biografias da Gale.
- (com Jacques Lacan) The Language of the Self, Johns Hopkins University Press, 1968, revised edition, 1976; reprinted as Speech and Language in Psychoanalysis, 1981.
- System and Structure: Essays in Communication and Exchange, 1st and 2nd ed., Tavistock Publications, 1972 and 1980, French translation, Boreal Express, Montreal, 1983.
- (Contribuição) D. E. Washburn and D. R. Smith, editors, Coping with Increasing Complexity, Gordon & Breach, 1974.
- (Contribuição) K. Riegel, editor, Structure and Transformation, Wiley, 1975.
- (Contribuição com Tim Wilson) Carlos Sluzki and Donald Ransom, editors, Double Bind: The Foundation of the Communicational Approach to the Family, Grune & Stratton, 1976.
- "Le Canada imaginaire"  French translation of "The imaginary Canadian" by Yvan Simonis; foreword by sociologigist Marcel Rioux., Presses Coméditex, Québec, QC, 1979.
- "The imaginary Canadian", Pulp Press, Vancouver, BC,1980.
- (Contribuição) M. Maruyama and A. Harkins, editors, Cultures of the Future, Mouton, 1980.
- (Contribuição) Kathleen Woodward, editor, The Myths of Information: Technology and Post-Industrial Culture, Routledge & Kegan Paul, 1980.
- (With R. Hammer) Busby Berkeley and the Mechanical Bride: From "Flying Down to Rio" to "The Lullaby of Broadway" 1933-35 (videotape montage), Simon Fraser University, 1984.
- (Contribuição) Paul Bouissac, Michael Herzfeld, and Roland Posner, editors, Iconicity: Festschrift for Thomas A. Sebeok, Stauffenberg Verlag, 1986.
- The Rules Are No Game: The Strategy of Communication, Routledge & Kegan Paul, 1986.[4]
- Man and Woman, War and Peace: The Strategist's Companion, Routledge & Kegan Paul, 1986.
- (Contribuição) K. Krippendorff, editor, Communication and Control in Society, Gordon & Breach, 1979.